# Voyage sentimental
Pour plus de détails, voir Fiche technique et Distribution.
Voyage sentimental (Sentimental Journey) est un film américain réalisé par Walter Lang, sorti en 1946.

## Synopsis
La trame reprend un récit de Nelia Gardener-White (1894 - 1957), The Little Horse, paru dans la revue Good Housekeeping en 1944. Le titre du film est celui d’un récit de Laurence Sterne.

## Fiche technique
- Titre : Voyage sentimental
- Titre original : Sentimental Journey
- Réalisation : Walter Lang
- Scénario : Samuel Hoffenstein et Elizabeth Reinhardt d'après le roman The Little Horse de Nelia Gardner White
- Production : Walter Morosco
- Société de production et de distribution : 20th Century Fox
- Musique : Cyril J. Mockridge
- Photographie : Norbert Brodine
- Montage : J. Watson Webb Jr.
- Direction artistique : Albert Hogsett et Lyle R. Wheeler
- Décorateur de plateau : Thomas Little
- Costumes : Kay Nelson et Sam Benson (non crédité)
- Pays d'origine :  États-Unis
- Langue : anglais
- Format : noir et blanc – 35 mm – 1,37:1 – mono (Western Electric Mirrophonic Recording)
- Genre : drame
- Durée : 94 minutes
- Dates de sortie : 
  - États-Unis : 6 mars 1946  (première à New York)
  - France : 6 juin 1947
- Affiche : Constantin Belinsky (France)

## Distribution
- John Payne : William O. Weatherly
- Maureen O'Hara : Julie Beck / Weatherly
- William Bendix : Donnelly / Oncle Don
- Cedric Hardwicke : Dr. Jim Miller
- Glenn Langan : Judson
- Mischa Auer : Gregory Petrovich Rogozhin
- Kurt Kreuger : Walt Wilson
- Trudy Marshall : Ruth
- Ruth Nelson : Mme McMasters
- Connie Marshall : Mehitabel / Hitty Weatherly